# Raúl Castillo González
Raúl Irám Castillo González (Ciudad Victoria, 30 de mayo de 2001) es un futbolista mexicano que se desempeña en la demarcación de mediocampista en el Puebla FC de la Liga MX.

## Trayectoria

### Inicios y Club de Fútbol Pachuca
Empezó jugando en las fuerzas básicas del Club de Fútbol Pachuca en 2014 con la categoría Sub-13. En el 2016 dio el brinco a la categoría Sub-17 donde tuvo aún más actividad.
Hizo su debut profesional con Pachuca el 8 de abril de 2019, ingresando como suplente durante el empate 0-0 de la Liga MX contra el Santos Laguna.
Ese mismo torneo también jugó en la histórica goleada propiciada a los Tiburones Rojos de Veracruz por marcador de 9-2, entrando de cambio por Franco Jara.

### Cancún Fútbol Club
Tras seguir acumulando minutos en categorías inferiores, en 2021 es prestado al Cancún FC donde se volvió un jugador importante en el esquema de Christian Giménez jugando 15 partidos y metiendo 2 goles.

### Club Puebla
El siguiente torneo fue anunciado como refuerzo del Puebla FC, debutando con los enfranjados el 1 de octubre de 2021 entrando de cambio por Gustavo Ferrareis en una derrota por 1-2 contra el Club de Fútbol Pachuca.

## Estadísticas
Actualizado al último partido jugado el 26 de octubre de 2024.
| C. F. Pachuca · México              | 1.ª           | 2018-19       | 2  | 0  | ― | ― | ― | ― | 2  | 0  |
| C. F. Pachuca · México              | 1.ª           | 2019-20       | 0  | 0  | ― | ― | ― | ― | 0  | 0  |
| C. F. Pachuca · México              | Total club    | Total club    | 2  | 0  | 0 | 0 | 0 | 0 | 2  | 0  |
| Cancún F. C. · México               | 2.ª           | 2020-21       | 15 | 2  | ― | ― | ― | ― | 15 | 2  |
| Cancún F. C. · México               | Total club    | Total club    | 15 | 2  | 0 | 0 | 0 | 0 | 15 | 2  |
| C. Puebla · México                  | 1.ª           | 2021-22       | 3  | 0  | ― | ― | ― | ― | 3  | 0  |
| C. Puebla · México                  | 1.ª           | 2022-23       | 2  | 0  | ― | ― | ― | ― | 2  | 0  |
| C. Puebla · México                  | 1.ª           | 2024-25       | 15 | 1  | ― | ― | 2 | 0 | 17 | 1  |
| C. Puebla · México                  | Total club    | Total club    | 20 | 1  | 0 | 0 | 2 | 0 | 22 | 1  |
| Cancún F. C. · México               | 2.ª           | 2023-24       | 35 | 11 | ― | ― | ― | ― | 35 | 11 |
| Cancún F. C. · México               | Total club    | Total club    | 35 | 11 | 0 | 0 | 0 | 0 | 35 | 11 |
| Total carrera                       | Total carrera | Total carrera | 72 | 14 | 0 | 0 | 2 | 0 | 74 | 14 |
| (1)Incluye datos de la Copa México. |               |               |    |    |   |   |   |   |    |    |